# Shimadzu
Shimadzu Corporation (яп. 株式会社島津製作所 Кабусики-гайся Симадзу Сэйсакусё) (TYO: 7701) — японская компания-производитель лабораторного оборудования, измерительных приборов, аналитического и медицинского оборудования, базируется в Киото. Компания была основана Гэндзо Симадзу (яп. 島津 源蔵 Симадзу Гэндзо:) в 1875 году.

## История
- 1875 — Гэндзо Симадзу (1839—1894) начинает изготавливать химические и физические приборы[1].
- 1877 — Гэндзо Симадзу построил воздушный шар и успешно запустил его вместе с человеком на борту.
- 1895 — Начато производство аккумуляторных батарей.
- 1896 — Умэдзиро Симадзу берет себе имя своего отца Гэндзо Симадзу и, объединившись со своим младшим братом, добивается успеха в получении рентгенограмм. Это было уже на следующий год после открытия Рёнтгеном рентгеновских лучей[2].
- 1909 — Впервые в Японии изготовлена медицинская рентгеновская установка.
- 1917 — Становится независимой компания Japan Storage Battery Co., Ltd., известная своими GS батареями. Начато производство установок для испытания материалов[2].
- 1919 — Начат выпуск продукции на Sanjo Works — сегодняшнем головном предприятии «Симадзу».
- 1920 — Начат выпуск производственного оборудования.
- 1929 — Начато производство приборов и оборудования для автоматического контроля и управления технологическими процессами.
- 1930 — Гэндзо Симадзу-младший (1869—1951) приглашен на обед к императору Хирохито как один из десяти крупнейших изобретателей Японии.
- 1934 — Впервые в Японии изготовлен спектрограф.
- 1936 — Начато производство авиационного оборудования.
- 1947 — Впервые в Японии начато производство электронных микроскопов.
- 1951 — Император Хирохито посетил Sanjo Works.
- 1953 — Начато производство эмиссионных спектрометров с прямым отсчетом.
- 1956 — Впервые в Японии изготовлен газовый хроматограф.
- 1968 — Образована Shimadzu Europa GmbH, ФРГ.
- 1971 — Образован Центр по использованию аналитического оборудования.
- 1975 — Празднование столетнего юбилея со дня основания. Образование Shimadzu Scientific Instruments, Inc., Колумбия, штат Мэриленд, США[3].
- 1977 — Изготовлен рентгеновский томограф.
- 1979 — Образована Shimadzu Precision Instruments, Inc., США.
- 1980 — Основан научный фонд «Симадзу».
- 1981 — Капитал корпорации превысил 10 млрд иен, а оборот достиг 100 млрд иен.
- 1983 — Начато производство аналитического оборудования в США.
- 1984 — Изготовлена установка магнитно-резонансного изображения. Начато производство биотехнологических приборов.
- 1985 — Начат выпуск продукции на Atsugi Works — предприятии по производству оптоэлектронного оборудования.
- 1986 — Император Акихито посетил Sanjo Works.
- 1987 — Начато производство аналитического оборудования в ФРГ.
- 1988 — Образован офис «Симадзу» в Москве.
- 1989 — Присоединение Kratos Group PCL, Великобритания[4].
- 1991 — Основан научно-исследовательский институт Кэйханна.
- 1992 — Принят новый фирменный лозунг «Здоровье человека и Земли». Основано совместное предприятие по производству медицинской аппаратуры в Китае. Основано совместное предприятие Toshiro Shimadzu PVT. Ltd. в Индии.
- 1993 — Разработка пластмассы на основе молочной кислоты, разлагаемой микроорганизмами.
- 1994 — Образована Shimadzu Australia Manufacturing PTY Ltd. в Австралии.
- 1995 — Фирма отметила 120-летие с момента основания.
- 1996 — Образованы Shimadzu Philippines Manufacturing Inc., Shimadzu USA Manufacturing Inc., Shimadzu Medical Systems PTY LTD.
- 1997 — Образованы Shimane Shimadzu Corporation, Shimadzu Vietnam Medical High-Tech Company Ltd.
- 1998 — Образована Shimadzu Hong Kong LTD. Приобретена Nordiko LTD, UK.
- 1999 — Образована Shimadzu Instruments Manufacturing (Сучжоу).
- 2001 — Образован офис «Симадзу» в Санкт-Петербурге. В 2001 году компания также разработала сверхвысокоскоростную видеокамеру HyperVision HPV-1[5][6].
- 2002 — Образованы офисы «Симадзу» в Нижнем Новгороде, Екатеринбурге, Новосибирске и Владивостоке.
- 2002 — Нобелевская премия по химии за 2002 год присуждена 43-летнему сотруднику компании «Симадзу» Коити Танаке за цикл работ в области методов мягкой десорбции / ионизации при масс-спектрометрических исследованиях макромолекул.
- 2003 — Разработан первый в мире полноразмерный плоскопанельный детектор прямого преобразования Safire FPD для медицинских рентгеновских систем.
- 2005 — Празднование 130-летия со дня основания.
- 2006 — Построен новый завод по производству аналитического оборудования Sanjo Works в Киото.
- 2008 — Компания Shimadzu приобрела бизнес по производству турбомолекулярных насосов у Mitsubishi Heavy Industries Ltd.
- 2017 — Shimadzu приобрела AlsaChim[7].
- 2018 — Shimadzu приобрела германскую Infraserv Vakuumservice GmbH, чтобы усилить продажи турбомолекулярных насосов и возможность обслуживания в Европе[8].
- 2019 — дочерняя компания Shimadzu, Medical в США приобрела CORE Medical Imaging, Inc., чтобы укрепить бизнес в сфере здравоохранения в Северной Америке[9].